# 谈镐生
谈镐生（1916年12月1日—2005年9月28日），男，江苏苏州人，祖籍常州，中国力学家、应用数学家，中国科学院院士。

## 生平
谈镐生1939年毕业于交通大学机械工程学院，获工学学士学位。毕业后进入成都空軍機械學校高级班学习，1940年毕业后到中国航空研究院当副研究员。1946年获得公费留学资格，先到美国加州理工学院学习，同年转入康奈尔大学航空工程研究生院，1949年获数学、力学和航空工程博士学位。
1965年回到中华人民共和国，同年任中国科学院力学研究所研究员。1980年当选中国科学院数理学部学部委员（院士）。